# Kvindekatalogen
Kvindekatalogen (oldgræsk: Γυναικῶν Κατάλογος, Gynaikôn Katálogos) også kendt som Ehoiai  (oldgræsk: Ἠοῖαι) er en fragmentarisk græsk episk digt, der blev tilskrevet Hesiod under antikken. De "kvinder" i titlen var i virkeligheden heltinder, hvoraf mange lå med guder, og fødte heltene i den græske mytologi til både guddommelige og dødelige elskere. I modsætning til fokus på fortælling i homeriske Iliaden og Odysseen, er dette katalog blev bygget op omkring et stort system med genealogier der stammer fra disse forhold og ifølge Martin Litchfield West vurdering, dækker "hele den heroiske tidsalder".